# Werner Fischer (Historiker)
Werner Fischer (* 29. April 1931 in Santa Cruz de la Sierra, Bolivien) ist ein deutscher Historiker. Der Studiendirektor a. D. aus dem Meßkircher Teilort Heudorf in Baden-Württemberg ist Träger des Bundesverdienstkreuzes am Bande. Bis Mai 2017 war er Leiter des Meßkircher Heimatmuseums.

## Leben und Wirken
Im Jahre 1938 kam Fischer mit seinen Eltern nach Deutschland, um die Großeltern zu besuchen. Eine Rückkehr nach Bolivien war wegen des Kriegsausbruchs 1939 nicht mehr möglich, so dass die Familie in Deutschland blieb. Sie wohnten in Müllheim, Fischer besuchte dort die Schule. Nach dem Abitur 1950 studierte er in Freiburg im Breisgau Deutsch, Geschichte und Philosophie und wurde 1957 promoviert. Anschließend ging er für ein Jahr als Lehrer nach England. Am 9. Januar 1961 wurde er nach Meßkirch versetzt und trat als Studienassessor am dortigen damaligen Progymnasium seinen Dienst (Deutsch, Geschichte, Gemeinschaftskunde, Englisch) an. Später zog er mit in das Martin-Heidegger-Gymnasium um. Werner Fischer war bis zum Januar 1986 Vorsitzender des Kreutzer-Chors Meßkirch. 1995 ging Fischer als Studiendirektor und stellvertretender Schulleiter in den Ruhestand.

## Werke (Auswahl)
- Die Flurnamen der Stadt Müllheim in Baden. Ein Beitrag zur Sprachgeschichte und Volkskunde des Markgräflerlandes. E. Albert, Freiburg i.Br. 1964 (= Dissertation vom 30. Juli 1957, Phil. F., Freiburg i. Br.)
- Beitrag Warum heißt Meßkirch Meßkirch? In: Armin Heim: Meßkirch-Bibliographie. Gmeiner-Verlag, 1988; ISBN 3-926633-17-4
- Die Flurnamen von Meßkirch und Schnerkingen – Sammlung und Deutung. In: Meßkircher Heimathefte (Hrsg.: Museumsgesellschaft Meßkirch), Heft 4 – Jahrgang 1998
- mit Heinrich Bücheler und Roland Kessinger: Die Schlacht bei Messkirch 5. Mai 1800. Gedenkband zum 200. Jahrestag. Hrsg.: Museumsgesellschaft Meßkirch, Gmeiner-Verlag, 2000; ISBN 978-3-926633-47-7

## Auszeichnungen
- 2008: Verdienstkreuz am Bande der Bundesrepublik Deutschland für sein langjähriges, herausragendes ehrenamtliches Engagement
- 2011: Kreutzer-Medaille, die höchste Auszeichnung des Meßkircher Kreutzer-Chors[4], für sein langjähriges Engagement im und um den Chor[5]
- Träger der Bürgermedaille der Stadt Meßkirch[6]